# Orius laticollis
Orius laticollis is een wants uit de familie van de bloemwantsen (Anthocoridae). De soort werd het eerst wetenschappelijk beschreven door Odo Reuter in 1884.

## Uiterlijk
De kleine bruine wants is, als volwassen dier, altijd macropteer (langvleugelig) en kan 2 tot 2.5 mm lang worden. De kop, het halsschild en het scutellum zijn zwart van kleur. De voorvleugels zijn variabel gekleurd, van geel tot donkerbruin. Het doorzichtige deel van de voorvleugels is kleurloos. De pootjes zijn geheel geel. De antennes zijn donkerbruin met een tweede segment en begin van het derde segment dat lichter gekleurd is. Mannetjes zijn alleen met zekerheid door middel van de genitalia van die van Orius horvathi, Orius minutus en Orius vicinus te onderscheiden.

## Leefwijze
De voornamelijk de vrouwtjes komen de winter door als volwassen wantsen. Ze leven in vochtige gebieden, voornamelijk op wilg (Salix) en voeden zich daar met stuifmeel en kleine insecten zoals tripsen.

## Leefgebied
De wants is in Nederland algemeen maar wordt mogelijk vaak aangezien voor Orius horvathi. De soort kan gevonden worden in Europa en Azië tot in de Kaukasus.